# 溪东水库
溪东水库是中国福建省厦门市同安区汀溪镇境内的一座水库，位于汀溪水库上游，建于1964年。水库正常库容为1115万立方米，集雨面积为23平方千米，海拔为127.1米。